# Gamboma
Gamboma este un oraș din Republica Congo.